# چنگر آمریکایی
چنگر آمریکایی (نام علمی: Fulica americana) نام یک گونه از سرده چنگرها است.